# Лобов, Николай Фёдорович
Николай Фёдорович Лобов (1894—1968) — советский хозяйственный, государственный и политический деятель.

## Биография
Родился в 1894 году в селе Николо-Погост. Член ВКП(б) с 1918 года.
С 1917 года — на хозяйственной, общественной и политической работе. В 1917—1939 гг. — в Красной Гвардии и Красной Армии, помощник заведующего Балахнинским уездным земельным отделом, в РККА, заведующий Организационным, Агитационно-пропагандистским отделом Городецкого уездного комитета РКП(б), инструктор Забайкальского губернского комитета ВКП(б), ответственный секретарь Богородского районного комитета ВКП(б), ответственный контролёр Группы тяжёлой промышленности Комиссии партийного контроля при ЦК ВКП(б), и. о. 2-го секретаря Новосибирского областного комитета ВКП(б), 3-й секретарь Новосибирского областного комитета ВКП(б).
Избирался депутатом Верховного Совета СССР 1-го созыва.
Умер в 1968 году. Похоронен на Донском кладбище.